# 宏图大厦

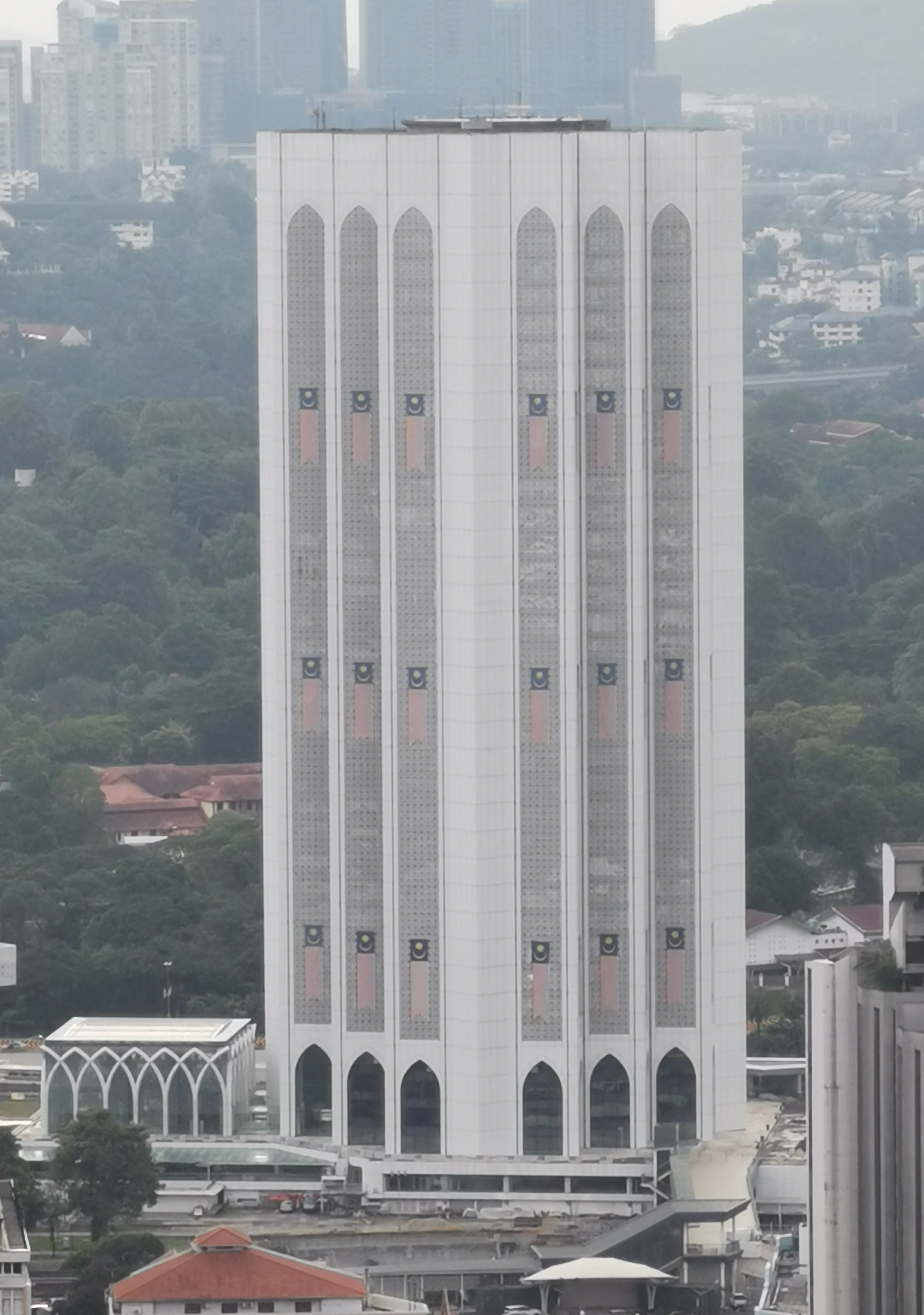
大地宏图综合大厦

大地宏图综合大厦（英語：Dayabumi Complex）位于马来西亚首都吉隆坡市中心，楼高三十五层，相等于124公尺的建筑物。该大厦是在马来西亚第四任首相马哈迪·莫哈末提倡向东学习下，由马来西亚建筑工程公司与日本熊谷组合作建成，这也是日本首次在马来西亚建造建筑物。

## 历史

### 开幕仪式
1984年5月5日，时任首相马哈迪·莫哈末为宏图大厦主持开幕。他在开幕致辞中表示，城市发展局（UDA）作为政府机构成功建设了这一大型项目，他为此感到自豪。出席仪式的还包括公共企业部长拉菲达。宏图大厦也成为了吉隆坡的另一个地标。